# Acura ILX
La Acura ILX è un'autovettura prodotta dalla casa automobilistica giapponese Acura dal 2012 al 2022.

## Storia
Presentata sotto forma di concept car al North American International Auto Show 2012, la versione definitiva fu svelata al Chicago Auto Show 2012. L'ILX introdusse un nuovo tipo di design  che l'Acura chiamò "aero-fused dynamics". La produzione iniziò il 23 aprile presso lo stabilimento Honda di Greensburg (Indiana).

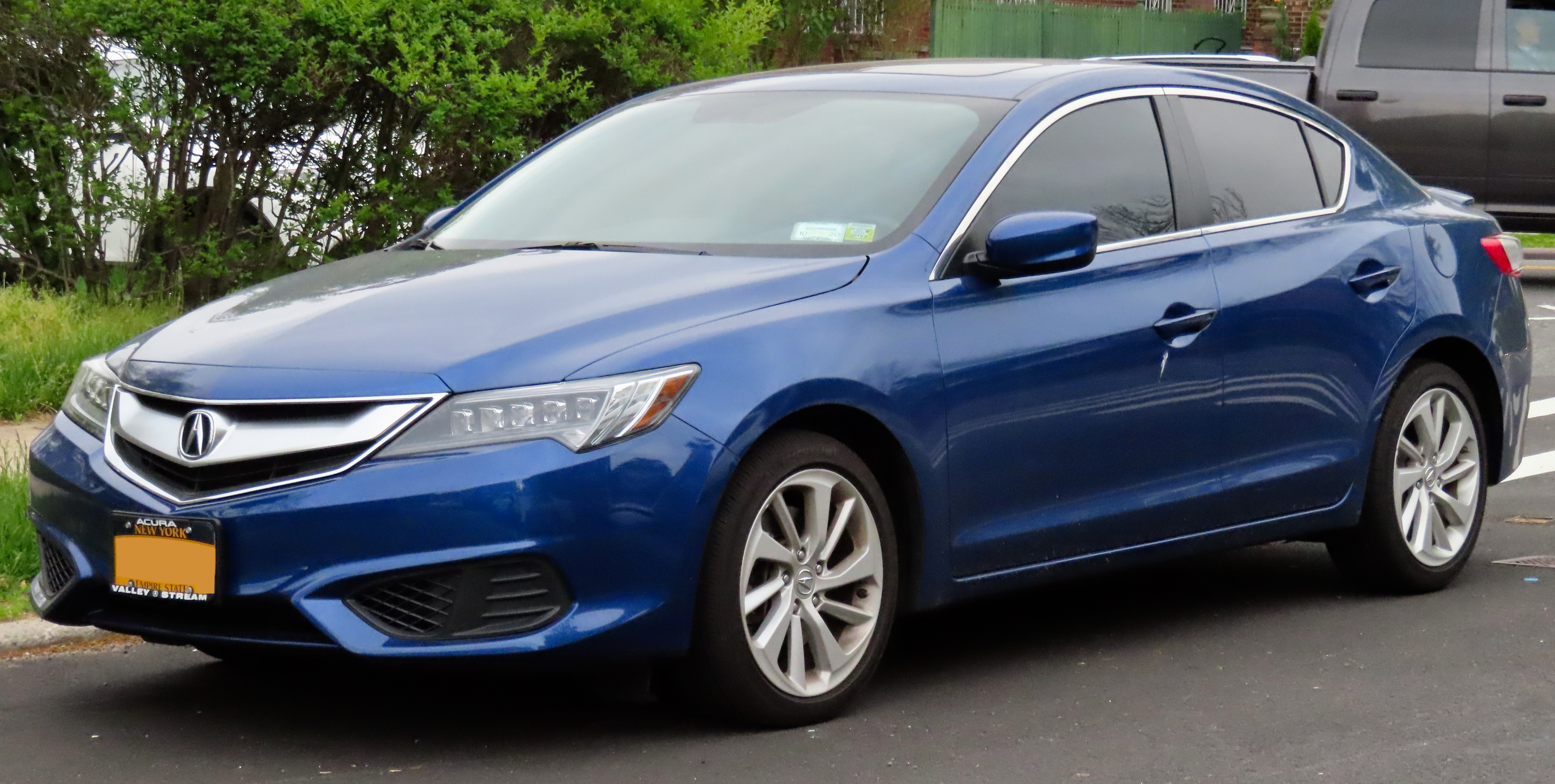
Restyling 2014

Basata sulla contemporanea Honda Civic, il telaio dell'ILX viene realizzato utilizzando il 59% di acciaio ad alta resistenza, con il  cofano e il paraurti anteriore costruiti in l'alluminio. Rispetto alla Civic, ILX utilizza degli smorzatori alle sospensioni chiamati "Amplitude Reactive" e un piantone dello sterzo più grande e rigido per una migliore maneggevolezza e dinamica di guida.
Nel 2014 la ILX fu sottoposto a un restyling, che venne presentato nel mese di novembre al Los Angeles Auto Show. Con l'aggiornamento venne introdotta una nuova motorizzazione da 2,4 litri accoppiato ad un cambio doppia frizione a 8 marce. I fanali sia anteriori che posteriori vennero dotati di proiettori a LED, con un design simili a quello di altri modelli della casa come la RLX, MDX e TLX. Nel 2015 la produzione fu trasferita nello stabilimento di Marysville (Ohio).

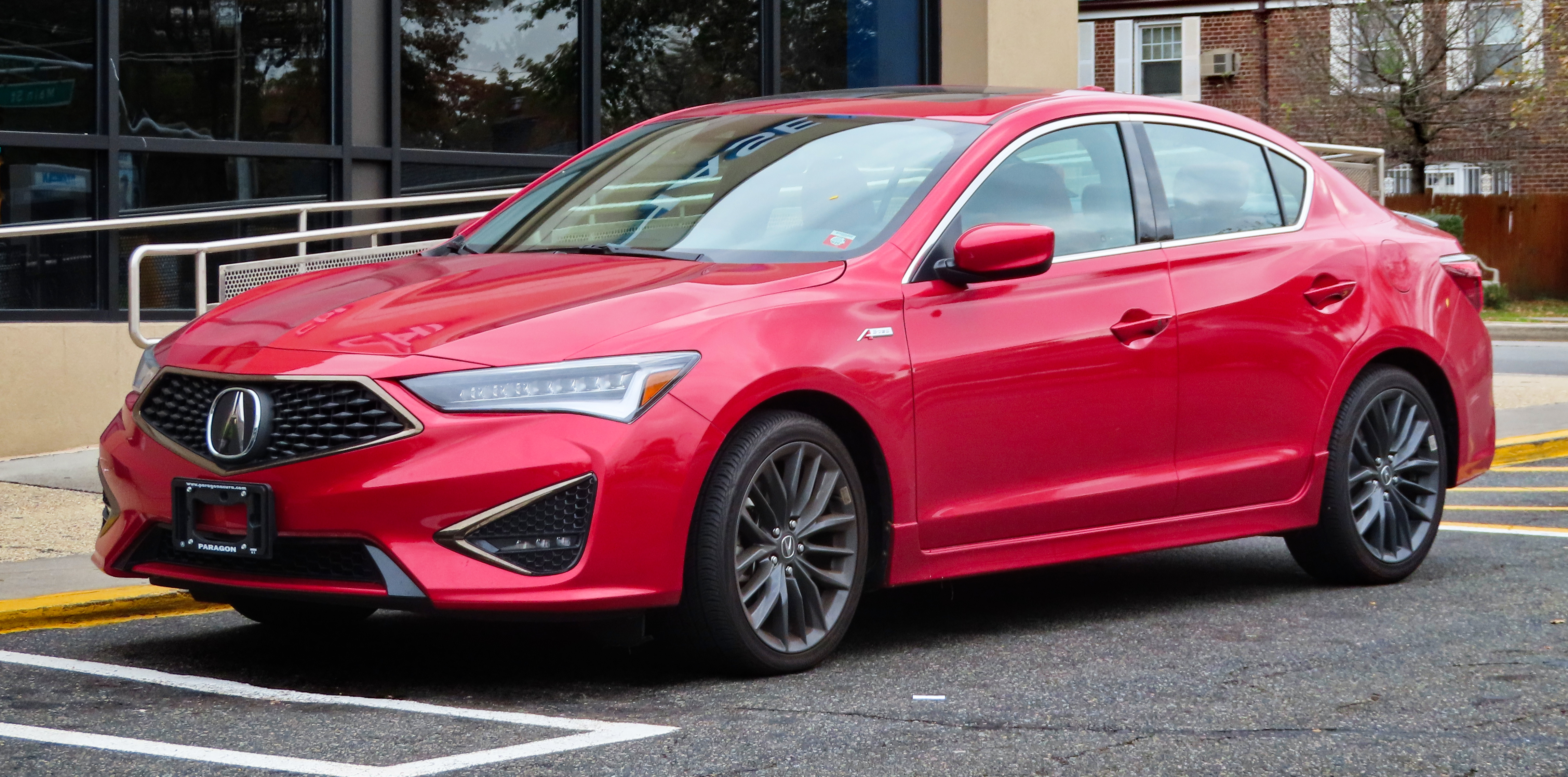
Restyling 2019

Nel settembre 2018 vettura subì un ulteriore e più incisivo restyling. Venne introdotto un nuovo design che seguiva il nuovo corso stilistico dell'Acura, con una nuova griglia trapezoidale chiamata "Diamond Pentagon", nuovi fanali anteriori e un nuovo paraurti anteriore. Nella parte posteriore vennero introdotto nuovi fanali più sottili e spigolosi e la targa venne spostata dal cofano portabagagli al paraurti.